# A Galeotta
Die A Galeotta ist ein RoPax-Schiff der französische Reederei Corsica Linea, das zwischen Marseille und Korsika verkehrt.

## Geschichte
Die Fähre wurde auf der italienischen Visentini-Werft in Porto Viro gebaut. Der Bauvertrag des Schiffes wurde am 25. Juli 2019 unterzeichnet und am 19. September 2021 fand der Stapellauf statt. Nach dem Stapellauf wurde A Galeotta in ein Dock verlegt, wo die letzten Arbeiten, wie zum Beispiel das Ausrüsten der Restaurants, erledigt wurden. Der Name des Schiffes soll an das Flaggschiff der korsischen Flotte unter Pascal Paoli erinnern. Das Schiff wurde am 6. Dezember 2022 abgeliefert und nahm Anfang 2023 den Betrieb zwischen Marseille und Korsika auf. Dabei bedient das Schiff die Routen Marseille - Ajaccio sowie Marseille - Bastia und zurück.
Die Fähre ist das erste LNG-betriebene Schiff der Reederei Corsica Linea. Gleichzeitig ist es das erste LNG-betriebene Schiff auf der Route zur Insel Korsika.

## Technische Daten und Ausstattung
Das Schiff wird von zwei Dual-Fuel-Dieselmotoren mit jeweils 11.700 kW Leistung angetrieben. Die Motoren wirken auf zwei Verstellpropeller. Für die Stromerzeugung stehen zwei von den Hauptmotoren mit jeweils 2.000 kW Leistung angetriebene Wellengeneratoren und vier von Dual-Fuel-Motoren angetriebene Generatoren zur Verfügung, davon zwei mit jeweils 2.000 und zwei mit jeweils 1.660 kW Leistung. Das Schiff ist mit zwei Bugstrahlrudern mit jeweils 1.500 kW Leistung ausgestattet.
An Bord stehen vier Fahrzeugdecks zur Verfügung, die über Rampen miteinander verbunden sind. Das untere Fahrzeugdeck ist nur für die Beförderung von Pkw geeignet. Das Fahrzeugdeck auf dem Hauptdeck ist über eine Heckrampe zugänglich.
Die A Galeotta verfügt über 220 Kabinen für die Passagiere, wovon die meisten vier Personen beherbergen können. Außerdem befinden sich ein Restaurant und eine Arcade-Spielhalle an Bord. Für die Schiffsbesatzung stehen 77 Einzelkabinen zur Verfügung.